# Kolínská voda

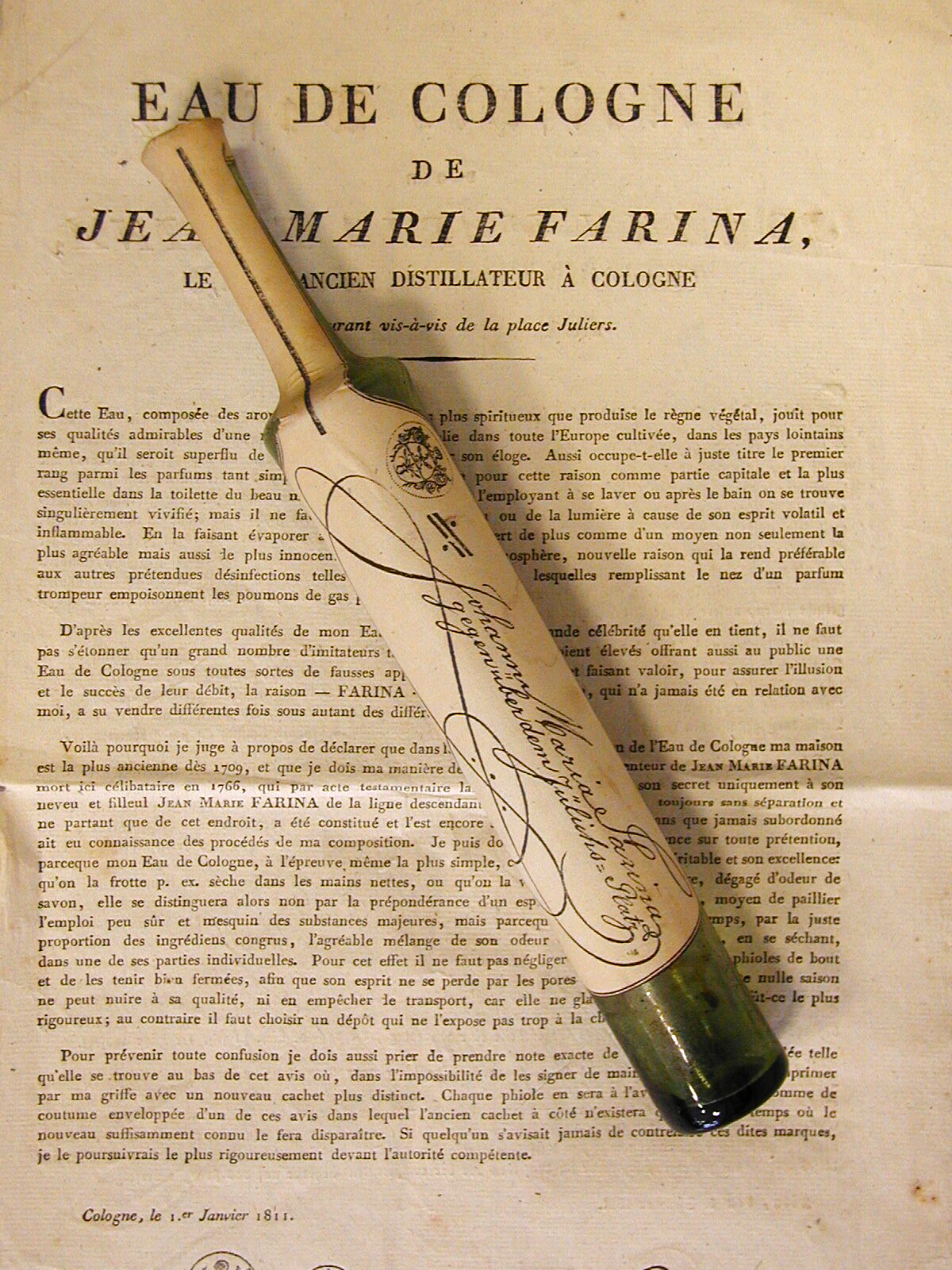
Původní kolínská (1811)

Kolínská voda (Eau de Cologne) je 1–3% směs vonných látek rozpuštěných v 60–70% lihu. Kolínskou vodu v 18. století v Kolíně nad Rýnem vynalezl a začal vyrábět Johann Maria Farina, a později se rozšířila do celého světa.
V roce 1709 Johann (Giovanni) Maria Farina založil v Kolíně nad Rýnem výrobu dnes nejstarší parfumérní společnost na světě. Farina nazval parfém na počest svého nového domova, města Kolín nad Rýnem Eau de Cologne, kolínská voda (něm. Kölnisch Wasser). „Eau de Cologne“ (EDC) je chráněná ochranná známka společnosti Farina. Již osmá generace dynastie Farina pokračuje ve výrobě původní kolínské vody podle receptu, který byl a stále zůstává záhadou. Postupem času se název Eau de Cologne stal obyčejným symbolem parfémů s lehkou vůní.
Kolínská voda se vyrábí jak pro muže, tak i ženy, ale podle marketologie jde spíše o mužskou alternativu k „ženské“ parfumérii.